# 쑹링구

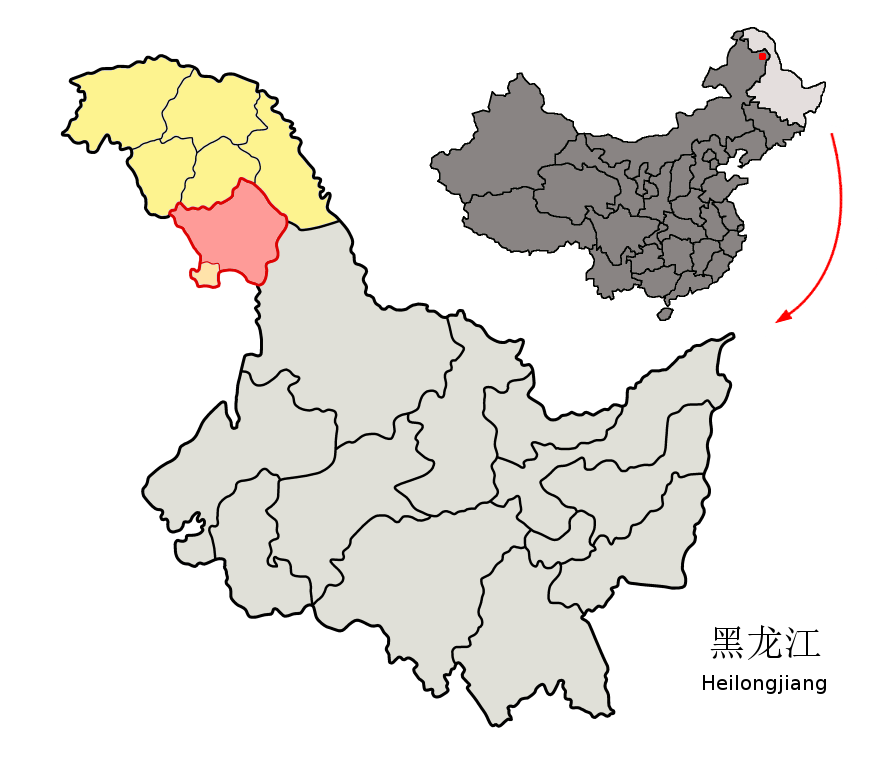
쑹링 구의 위치

쑹링구(송령구, 중국어: 松岭区, 병음: Sōnglíng Qū)는 중화인민공화국 헤이룽장성 다싱안링 지구의 행정구역이다. 넓이는 7,408km2이고, 인구는 2006년 기준으로 35,200명이다.

## 역사
예전에는 내몽골 자치구 어룬춘 자치기의 관할 지역이었다. 1964년 8월 10일, 다싱안링 특구로서 분할되었고 1965년 7월에 쑹링 임업공사(1970년 임업국으로 개편)가 성립되었을 때에 쑹링 구가 설치되어 지방 행정 조직과 국영기업이 일체화된 구가 성립했다.

## 행정 구역
3개 진을 관할한다.
- 진: 小扬气镇、古源镇、劲松镇.